# Berneray (Yttre Hebriderna)
Berneray är en ö i Storbritannien.   Den ligger i kommunen Yttre Hebriderna och riksdelen Skottland, i den nordvästra delen av landet, 800 km nordväst om huvudstaden London. Arean är 10,1 kvadratkilometer.
Terrängen på Berneray är platt. Öns högsta punkt är 87 meter över havet. Den sträcker sig 4,3 kilometer i nord-sydlig riktning, och 5,1 kilometer i öst-västlig riktning.  I omgivningarna runt Berneray växer i huvudsak barrskog.